# رود کوبنا
رود کوبنا (انگلیسی: Kubena) یک رودخانه در استان ولوگدای کشور روسیه است.